# Protolimbă
În lingvistica istorică, o protolimbă este o limbă de cele mai multe ori neatestată, dar uneori atestată (de exemplu limba latină), din care a evoluat un grup de limbi înrudite. În acest sens se vorbește despre limbile proto-indo-europeană, protoslavă, protogermanică, protoromână etc. Uneori, o asemenea limbă se mai numește și „comună”, ex. limba slavă comună, germanică comună, română comună.
Bickerton 2006 înțelege prin „protolimbă” (în engleză protolanguage) predecesoarea ipotetică a tuturor limbilor, veche de sute de mii sau poate milioane de ani, despre care se emit ipoteze pornind de la caracteristicile pidginurilor în stadiul lor inițial și al stadiului de început al însușirii limbii de către copiii mici. Consideră esențial să se distingă această protolimbă de protolimbile reconstruite pentru diversele familii de limbi din lume, vechi de mii, cel mult câteva zeci de mii de ani, ca proto-indo-europeana.

## Reconstrucția protolimbilor
Ipoteza existenței unei protolimbi în istoria unor limbi care prezentau asemănări între ele a început să fie dezvoltată în mod științific în secolul al XIX-lea. S-a pornit de la constatarea că în evoluția limbilor în mod evident înrudite, precum cele romanice, au avut loc schimbări fonetice sistematice produse după următorul principiu: dacă un sunet X se transformă într-un sunet diferit X' într-un cuvânt, aceeași schimbare are loc în toate cuvintele în care există sunetul X, sau în toate cuvintele în care sunetul X este într-un anumit context fonetic. Astfel, unele schimbări au avut loc la fel în toate limbile care descind din aceeași protolimbă, de exemplu fonemul /h/ din latină a dispărut în toate limbile romanice. Aceasta este o asemănare fonetică sistematică. Alte schimbări pornind de la un sunet sau un grup de sunete într-un anumit context în protolimbă au avut loc în mod diferit de la limbă la limbă, dar în fiecare din ele, în toate cuvintele care îndeplinesc condițiile originare. De pildă, grupul /kt/ din latină (ex. octo, lactem, factum) a dat ro  /pt/ (opt, lapte, fapt), es  /tʃ/ (ocho, leche, hecho), it  /tt/ (otto, latte, fatto), pt  /jt/ (oito, leite, feito). Acestea sunt diferențe fonetice sistematice. Diferențele sistematice împreună cu asemănările sistematice constituie corespondențe fonetice sistematice. Existența acestora în cazul limbilor romanice a fost relativ ușor de constatat, protolimba lor, latina, fiind bine documentată în scris. Aceasta a constituit baza metodei comparativ-istorice în lingvistică.
Tot în secolul al XIX-lea au ajuns la cunoștința unor lingviști europeni ca August Schleicher (1821-1868) și alți membri ai școlii neogramaticienilor, texte sanscrite vechi. Aceștia au studiat limba sanscrită și au emis ipoteza originii comune a unor limbi și grupări de limbi din Europa și Asia. S-a procedat la reconstrucția protolimbii neatestate a acestora, pe baza limbii latine, a limbii grecești vechi și a limbii sanscrite, prin metoda comparativ-istorică. Astfel s-a ajuns la rezultate semnificative în reconstrucția multor elemente ale unei limbi proto-indo-europene ipotetice, în primul rând a unui mare număr de rădăcini formate din consoane. De pildă, comparându-se sunetele unor cuvinte cu același sens și prezentând asemănări de formă din aceste limbi, s-a constatat că consoanele din ele sunt aceleași. De exemplu, cuvântul cu sensul „tată” este în sanscrită pitár, în greaca veche paté:r și în latină pater. Din aceasta s-a dedus că au evoluat dintr-un cuvânt care avea în proto-indo-europeană radicalul *p-t-r. S-au putut reconstrui și unele desinențe, precum cea de genitiv, *-s.
S-a aplicat un sistem de clasificare genealogică a limbilor indo-europene, inspirată din teoria evoluției a lui Charles Darwin. Schleicher a elaborat modelul conceptual al teoriei arborelui genealogic al limbilor, în care protolimbile constituie nodurile din care pornesc limbile descendente ca niște ramuri, în urma proceselor de diversificare lingvistică.
Prin metoda comparativ-istorică s-au făcut cercetări și pentru reconstrucția protolimbii unor limbi indo-europene neatestate, ca protogermanica, protoslava, protoceltica etc., apoi a unor protolimbi din familii altele decât indo-europeana.

## Ipoteza unei protolimbi unice
Constatarea faptului că marea majoritate a limbilor existente fac parte din câte o familie (ex. cea a limbilor romanice), fiecare familie provenind dintr-o protolimbă (ex. limba latină vulgară pentru limbile romanice), și că aceste protolimbi (ex. latina, protoslava etc.) fac și ele parte din familii (ex. familia limbilor indo-europene) care provin și ele din protolimbi (ex. proto-indo-europeana), a făcut să apară ipoteza că a existat o protolimbă unică vorbită de grupul uman primitiv. Este vorba de ipoteza monogenezei limbilor, susținută de unii lingviști, de exemplu Alfredo Trombetti (1866-1929) sau Morris Swadesh (1909-1967). Această ipoteza are un argument paleoantropologic, anume teoria pe larg împărtășită în lumea științifică din secolul al XXI-lea a apariției omului numai în Africa. De acolo oamenii s-ar fi răspândit treptat pe tot Pământul, limba primului grup uman diferențiindu-se în dialecte care au devenit limbi când grupurile care le vorbeau nu se mai înțelegeau cu ajutorul lor. Aceste limbi s-au diferențiat la rândul lor în dialecte, și acest proces s-a repetat de multe ori în cursul timpului. Acestei ipoteze i se opune cea a poligenezei, adică a apariției vorbirii în mai multe grupuri de oameni preistorici izolate unele de altele. Niciuna din aceste ipoteze nu este dovedită la începutul secolului al XXI-lea.
În cadrul studiilor despre originea limbilor s-a situat și ipoteza existenței unor macrofamilii de limbi, care ar cuprinde ramuri de familii stabilite anterior. Și macrofamiliile ar fi avut câte o protolimbă. Prima macrofamilie despre care s-au publicat lucrări de către mai mulți lingviști, cei mai de seamă dintre ei fiind Aharon Dolgopolsky (1930-2012) și Vladislav Illici-Svitîci (1934-1966), a fost cea a limbilor numite de către Holger Pedersen (1867-1953) nostratice, un adjectiv derivat din latinescul nostrates „cei din țara noastră”, cu protolimba lor, protonostratica. Această familie ar cuprinde în primul rând familiile indo-europeană, afro-asiatică, kartveliană (sud-caucaziană), uralică, dravidiană și altaică. În afara celei nostratice au fost propuse și alte macrofamilii, de exemplu, de către Paul K. Benedict (1912-1997), cea austro-tai, care ar cuprinde familiile hmong-mien (sau miao-iao), tai-kadai și austroneziană. Harold C. Fleming (1922-2015) și Serghei Starostin (1953-2005) au propus, cu unele diferențe în clasificarea ei, chiar o super-macrofamilie, numită boreană, adică de nord, cuprinzând macrofamiliile nostratică, dené-caucaziană și austrică.
Deși se admite că este foarte plauzibil că protolimbile familiilor de limbi din lume au făcut parte la rândul lor din familii și mai vechi, nu există unitate de vederi privitor la posibilitatea reconstrucției protolimbilor macrofamiliilor, deoarece după o anumită perioadă de timp, limbile se schimbă atât de mult, încât nu li se mai poate detecta o origine comună.

## Exemple de reconstrucții de protolimbi

### Limba proto-indo-europeană
August Schleicher a ilustrat rezultatul reconstrucțiilor din limba proto-indo-europeană realizate în vremea sa printr-o fabulă pe care a compus-o, cunoscută ulterior drept „Fabula lui Schleicher”, prelucrată ulterior de mai mulți alți lingviști conform realizărilor în reconstrucție din vremea lor:
| Varianta lui Schleicher (1868) | Varianta lui Andrew Miles Byrd (2013) | Traducere liberă în engleză | În română |
| --- | --- | --- | --- |
| Avis akvāsas ka Avis, jasmin varnā na ā ast, dadarka akvams, tam, vāgham garum vaghantam, tam, bhāram magham, tam, manum āku bharantam. Avis akvabhjams ā vavakat: kard aghnutai mai vidanti manum akvams agantam. Akvāsas ā vavakant: krudhi avai, kard aghnutai vividvant-svas: manus patis varnām avisāms karnauti svabhjam gharmam vastram avibhjams ka varnā na asti. Tat kukruvants avis agram ā bhugat. | H₂óu̯is h₁éḱu̯ōs-kʷe h₂áu̯ei̯ h₁i̯osméi̯ h₂u̯l̥h₁náh₂ né h₁ést, só h₁éḱu̯oms derḱt. só gʷr̥hₓúm u̯óǵʰom u̯eǵʰed; só méǵh₂m̥ bʰórom; só dʰǵʰémonm̥ h₂ṓḱu bʰered. h₂óu̯is h₁ékʷoi̯bʰi̯os u̯eu̯ked: “dʰǵʰémonm̥ spéḱi̯oh₂ h₁éḱu̯oms-kʷe h₂áǵeti, ḱḗr moi̯ agʰnutor”. h₁éḱu̯ōs tu u̯eu̯kond: “ḱludʰí, h₂ou̯ei̯! tód spéḱi̯omes, n̥sméi̯ agʰnutór ḱḗr: dʰǵʰémō, pótis, sē h₂áu̯i̯es h₂u̯l̥h₁náh₂ gʷʰérmom u̯éstrom u̯ept, h₂áu̯ibʰi̯os tu h₂u̯l̥h₁náh₂ né h₁esti. tód ḱeḱluu̯ṓs h₂óu̯is h₂aǵróm bʰuged. | The Sheep and the Horses A sheep that had no wool saw horses, one of them pulling a heavy wagon, one carrying a big load, and one carrying a man quickly. The sheep said to the horses: "My heart pains me, seeing a man driving horses." The horses said: "Listen, sheep, our hearts pain us when we see this: a man, the master, makes the wool of the sheep into a warm garment for himself. And the sheep has no wool." Having heard this, the sheep fled into the plain. | Oaia și caii O oaie care nu avea lână văzu niște cai, unul trăgând o căruță grea, unul cărând o povară mare și unul ducând repede un om. Oaia le zise cailor: „Mă doare inima să văd un om mânând cai.” Caii ziseră: „Ascultă, oaie, pe noi ne doare inima văzând aceasta: un om, stăpânul, face din lâna oii o haină călduroasă pentru el, iar oaia nu are lână.” Auzind aceasta, oaia fugi în câmpie. |

### Limba protonostratică
Vladislav Illici-Svitîci a compus un catren pentru a ilustra rezultate la care a ajuns în reconstrucția limbii protonostratice. Se găsește și ca epitaf pe mormântul lui:
| Catrenul lui Illici-Svitîci                                                                | Traducere liberă în engleză | În română |
| ------------------------------------------------------------------------------------------ | --- | --- |
| ḲelHä weṭei ʕaḲun kähla ḳaλai palhʌ-ḳʌ na wetä śa da ʔa-ḳʌ ʔeja ʔälä ja-ḳo pele ṭuba wete. | Language is a ford through the river of time It leads us to the dwelling of those gone ahead But he does not arrive there Who is afraid of deep water | Limba este un vad prin râul vremii El ne duce la sălașele celor duși Dar acolo nu ajunge Cine se teme de apa adâncă |